# Resolutie 998 Veiligheidsraad Verenigde Naties
Resolutie 998 van de Veiligheidsraad van de Verenigde Naties werd met dertien voor-stemmen en onthouding van China en Rusland aangenomen op 16 juni 1995. Middels deze resolutie stemde men in met de creatie van een snelle reactiemacht binnen de UNPROFOR-vredesmacht.

## Achtergrond
In 1980 overleed de Joegoslavische leider Tito, die decennialang de bindende kracht was geweest tussen de zes deelstaten van het land. Na zijn dood kende het nationalisme een sterke opmars, en in 1991 verklaarden verschillende deelstaten zich onafhankelijk. Zo ook Bosnië en Herzegovina, waar in 1992 een burgeroorlog ontstond tussen de Bosniakken, Kroaten en Serviërs. Deze oorlog, waarbij etnische zuiveringen plaatsvonden, ging door totdat er in 1995 vrede werd gesloten.

## S/1995/470
Op 9 juni 1995 ontving de Veiligheidsraad en brief van secretaris-generaal Boutros Boutros-Ghali met een voorstel om de UNPROFOR-macht in voormalig Joegoslavië te versterken.
In juni 1995 telde UNPROFOR zo'n 44.870 manschappen, maar Frankrijk, Nederland en het Verenigd Koninkrijk stelden voor de macht te versterken met een snelle reactiemacht (rapid reaction force; RRF) van zo'n 15.000 man.
Die moest het VN-personeel verdedigen en zorgen dat de VN sterker stonden in een op dat moment erg gevaarlijk en vijandig Bosnië en Herzegovina.

## Inhoud

### Waarnemingen
Merkt op dat de RRF integraal deel zal uitmaken van de bestaande vredesoperatie en dat UNPROFOR onpartijdig blijft. De Veiligheidsraad was bezorgd om het voortdurende geweld in Bosnië en Herzegovina. Die situatie bleef verergeren en men kon niet tot een staakt-het-vuren komen. Ook bleef de hulpverlening verhinderd en werden ook UNPROFOR en de bevolking aangevallen. Daarom moest UNPROFOR versterkt worden, wat door de Bosnië en Herzegovina zelf verwelkomd werd.

### Handelingen
De Veiligheidsraad eiste eerst dat de Bosnisch-Serven alle vastgehouden UNPROFOR-personeel vrijlieten en dat alle partijen de veiligheid van de macht respecteerden. Het conflict kon niet militair worden opgelost en dus moest worden onderhandeld. De Bosnisch-Serven werden opgeroepen het plan van de contactgroep te aanvaarden als startpunt daarvoor. Er moest ook snel een staakt-het-vuren komen en alle geweld moest worden beëindigd. Ook moest humanitaire hulp overal, en vooral in de VN-Beschermde Gebieden, mogelijk worden. Van de Bosnisch-Serven werd geëist dat ze Sarajevo ter land bereikbaar maakten. De Beschermde Gebieden en de aldaar gevestigde bevolking moesten gerespecteerd en gedemilitariseerd worden.
Er werd beslist een versterking van UNPROFOR te autoriseren met 12.500 bijkomende troepen, zoals voorzien in bovenstaande brief. Daarmee moest het UNPROFOR-personeel beter beschermd worden en het gevaar waaraan ze werden blootgesteld verminderd.

## Verwante resoluties
- Resolutie 992 Veiligheidsraad Verenigde Naties
- Resolutie 994 Veiligheidsraad Verenigde Naties
- Resolutie 1003 Veiligheidsraad Verenigde Naties
- Resolutie 1004 Veiligheidsraad Verenigde Naties

Lijst ·  970 ·  971 ·  972 ·  973 ·  974 ·  975 ·  976 ·  977 ·  978 ·  979 ·  980 ·  981 ·  982 ·  983 ·  984 ·  985 ·  986 ·  987 ·  988 ·  989 ·  990 ·  991 ·  992 ·  993 ·  994 ·  995 ·  996 ·  997 ·  998 ·  999 ·  1000 ·  1001 ·  1002 ·  1003 ·  1004 ·  1005 ·  1006 ·  1007 ·  1008 ·  1009 ·  1010 ·  1011 ·  1012 ·  1013 ·  1014 ·  1015 ·  1016 ·  1017 ·  1018 ·  1019 ·  1020 ·  1021 ·  1022 ·  1023 ·  1024 ·  1025 ·  1026 ·  1027 ·  1028 ·  1029 ·  1030 ·  1031 ·  1032 ·  1033 ·  1034 ·  1035